# ブリカナサウルス
ブリカナサウルス（Blikanasaurus　"ブリカナのトカゲ"の意味）は、南アフリカのケープ州の三畳紀後期下部エリオット累層（en）（ノリアン期（en）2億1000万年前）で発見された竜脚形類恐竜の属である。左後肢のみが知られており、太く短い特徴から重厚な四足歩行の動物だったと考えられている。原竜脚類もしくは基盤的な竜脚類に分類され、メラノロサウルスやエウスケロサウルス（en）に近縁とみられる。タイプ種はB. cromptoniで1985年にGaltonおよびvan Heerdenにより最初に記載された。 属名はケープ州のブリカナ(Blikana)山にちなんでいる。ブリカナサウルス科（en）のタイプ属である。

## 参照
- Galton, P. M. & van Heerden, J. 1998. Anatomy of the prosauropod dinosaur Blikanasaurus cromptoni (Upper Triassic, South Africa), with notes on the other tetrapods from the lower Elliot Formation. Paläontologische Zeitschrift, 72 (1/2), 163-177.